# Sweet Linda Boogie
"Sweet Linda Boogie" er en sang af Eddie Meduza. Sangen kan findes på singlen med samme navn og albummet You Ain't My Friend  fra 1990. Errol Norstedts datter hedder Linda, og denne sang er optaget efter, at Norstedt og Lindas mor var adskilt.
Denne single var den sidste single, der blev udgivet af Errol Norstedt når han levede.

## Bagsiden af singlen
Bagsiden af singlen indeholder sangen "Heart, Don't Be A Fool" og som mange af sangene fra albummet You Ain't My Friend, så handler den om knust kærlighed og om ikke at lade hjertet gå tabt.